# Зачатовка (Шахтёрский район)
Зачатовка (укр. Зачатівка) — посёлок в Шахтёрском районе Донецкой области Украины. Под контролем самопровозглашённой Донецкой Народной Республики.

## География
В Донецкой области имеются ещё 2 одноимённых населённых пункта — село Зачатовка и посёлок Зачатовка в Волновахском районе.

#### Соседние населённые пункты по странам света
С: Лобановка
СЗ: Зуевка
СВ: Сердитое (примыкает), город Шахтёрск
З:  город Зугрэс
В: Садовое (примыкает), Молодецкое
ЮЗ: Цупки, Певчее
ЮВ: Дубовое, Зарощенское, Захарченко
Ю:  Русско-Орловка

## Население
Население по переписи 2001 года составляло 568 человек.

## Общие сведения
Почтовый индекс — 86251. Телефонный код — 6255. Код КОАТУУ — 1425287804.

## Местный совет
86251, Донецкая обл., Шахтерский р-н, пос. Садовое, ул.Первомайская, 7